# Список замків і палаців Данії
Список замків, палаців і фортець в Данії, будівництво яких розпочалось не пізніше XIX ст., за регіонами.

## Столичний регіон
| Назва                                    | Опис | Зображення |
| ---------------------------------------- | --- | ---------- |
| Амалієнборг (дан. Amalienborg)           | Палацовий комплекс у Копенгагені, заснований Фредеріком V, основна резиденція данської королівської родини. |            |
| Бернсторф (дан. Bernstorff Slot)         | Палац Бернсторф в Гентофте побудований у 1765 році в оточенні великого пейзажного парку, є однією перших неокласичних будівель Данії. Названий іменем першого власника, міністра закордонних справ Ернста Бернсдорфа. У 1842—1932 роках палац слугував літньою королівською резиденцією. У 2009 році тут відкрили готель і конференц-центр.                                                                             |            |
| Ермітаж (дан. Eremitageslottet)          | Мисливський будиночок у стилі бароко біля Копенгагена. |            |
| Єгерспріс (дан. Jægerspris Slot)         | Мисливський будиночок на острові Зеландія. |            |
| Кристіанборг (дан. Christiansborg Slot)  | Замок в Копенгагені, місце розташування данського парламенту Фолькетінг. |            |
| Кронборг (дан. Kronborg)                 | Фортеця в Ельсінорі на острові Зеландія, місце дії п'єси Шекспіра Гамлет. |            |
| Ліллеборг (дан. Lilleborg)               | Руїни на острові Борнгольм середини XII століття. |            |
| Маріенлюст (дан. Marienlyst Slot)        | Замок в Ельсінорі, в даний час є музеєм і картинною галереєю. |            |
| Нессеслоттет (дан. Næsseslottet)         | Садиба у стилі Людовика XVI в Хольте, тепер використовується як готель. |            |
| Розенборг (дан. Rosenborg Slot)          | Замок Розенборг розташований в центрі Копенгагена і оточений найстарішими королівськими садами Данії. Він був заснований у 1606 році як літній маєток Кристіана IV і до 1624 року був розбудований у замок в стилі голландського Ренесансу, яким є сьогодні. Тут зберігається і експонується Королівська данська колекція творів мистецтва, а також, під підсиленою охороною, королівські регалії і коштовності корони. |            |
| Соргенфрі (дан. Sorgenfri Slot)          | Королівський замок в Люнгбю, передмісті Копенгагена. |            |
| Фредеріксберг (дан. Frederiksberg Slot)  | Замок у Фредеріксберзі, колишня літня королівська резиденція, тепер місце розташування Данської королівської військової академії. |            |
| Фредеріксборг (дан. Frederiksborg Slot)  | Замок в Гіллероді на острові Зеландія. |            |
| Фредеріксдал (дан. Frederiksdal)         | Невеликий палац на північ від Копенгагену. |            |
| Фреденсборг (дан. Fredensborg Slot)      | Бароковий замок за 30 км від Копенгагену, осіння і весняна резиденція данської королівської родини. |            |
| Хаммерсхус (дан. Hammershus)             | Руїни одного з найбільших замків в Північній Європі на острові Борнгольм. |            |
| Шарлоттенборг (дан. Charlottenborg)      | Палац в Копенгагені, місце розташування Данської королівської академії мистецтв. |            |
| Шарлоттенлунд (дан. Charlottenlund Slot) | Палац поблизу Копенгагена, побудований для сестри Кристіана VI Шарлоти-Амалії у 1731-1733 роках в стилі бароко. У 1880-х роках був розширений і реконструйований у стилі французького ренесансу. Слугував королівською резиденцією протягом багатьох років, тепер тут розміщується Національний інститут водних ресурсів (DTU Aqua).                                                                                    |            |

## Центральна Ютландія
| Назва                                 | Опис | Зображення |
| ------------------------------------- | --- | ---------- |
| Вільгельмсборг (дан. Vilhelmsborg)    | Неокласичний маєток 1844 року в Орхусі. |            |
| Кальо (дан. Kalø Slotsruin)           | Руїни замку Кальо розташовані за 20 км від Орхуса на вершині невеликого острова в бухті Кальо, який тепер з'єднаний насипом з материком. Замок побудував близько 1313 року данський король Ерік VI, він був однією з декількох фортець, побудованих навколо затоки Орхус для місцевого управління і захисту від іноземних вторгнень. Відомий тим, що у 1518 році тут був ув'язнений Густав Васа. Наприкінці середніх віків замок втратив своє військове призначення, потім й адміністративне, і був розібраний у 1672 році. Комплекс руїн включає декілька могил, валів, замкові ворота і кільця стін.                             |            |
| Клаусхольм (дан. Clausholm Slot)      | Замок Клаусхольм з парком розташований за 12 км від Раннерсу і є однією з найяскравіших пам'яток бароко в Данії. Він був побудований в 1690-х роках канцлером Конрадом Ревентловом. В 1711 році під час маскараду король Фредерік IV закохався у доньку канцлера Анну Софію і наступного року викрав її з Клаусхольму. Попри те, що він був вже одружений, він одружився з Анною Софією, а у 1721 році, після смерті першої дружини, зробив її королевою. Клаусхольм належав Фредеріку IV у 1718—1730 роках, а після його смерті Анна Софія перебувала тут у висланні. З 1800 року замок належить родині Бернер-Шилден-Хольстенів. |            |
| Катхольм (дан. Katholm)               | Замок Катхольм доби Ренесансу розташований на ютландському півострові Djursland. |            |
| Льовенхольм (дан. Løvenholm)          | Розташований в селі Gjesing, раніше мав назву Gjesing Holm. |            |
| Марселісборг (дан. Marselisborg Slot) | Палац Марселісборг розташований в Орхусі. Місто Орхус придбало маєток Марселісборг у 1896 році і у 1898 році передало частину парку подружжю наслідного принца як весільний подарунок від ютландців. У 1899—1902 роках, як частина подарунку, був побудований теперішній палац, який став літньою резиденцією наслідного принца. Палац залишається резиденцією данської королівської родини. В великому англійському парку навколо нього розміщені твори мистецтва, розарій і трав'яний сад. |            |
| Ньорре Восборг (дан. Nørre Vosborg)   | Історичний маєток в Вембі (Vemb). Використовується як конференц-готель і культурний центр. |            |
| Розенхольм (дан. Rosenholm Slot)      | Замок Розенхольм розташований за 25 км на північний схід від Орхуса поруч з містечком Хорнслет. Його побудував у 1559—1567 роках Йорген Розенкранц (дан. Jørgen Rosenkrantz), член однієї з найвідоміших дворянських родин Данії, ім'я якої Шекспір використав в п'єсі Гамлет. Чотири крила основної будівлі побудовані у 1607 році в стилі Відродження. В 1740-х роках інтер'єр оновили в стилі бароко, а навколо заклали бароковий парк. Замок належить Розенкранцам майже 500 років і є будівлею в Данії, що перебувала у власності однієї родини впродовж найтривалішого часу.                                                 |            |
| Спьоттруп (дан. Spøttrup Borg)        | Замок-фортеця Спьоттруп заснований на початку XVI ст. і вважається найбільш збереженим середньовічним замком в Данії. Він розташований в маленькому містечку комуни Сківе на півострові Саллінг (дан. Salling). Протягом століть замок зазнавав пошкоджень, проте у 1940-х роках був повністю відновлений. Тепер в замку діє музей і проходять різноманітні культурні заходи. |            |
| Ульструп (дан. Ulstrup Slot)          | Замок Ульструп розташований в містечку Ульструп за 20 км на південний захід від Раннерса. |            |
| Фрійсенборг (дан. Frijsenborg)        | Маєток Фрійсенборг був заснований у 1672 році, а сучасний замок в стилі голландського ренесансу тут побудований в 1860—1865 роках на фундаменті зруйнованого барокового комплексу. |            |

## Північна Ютландія
| Назва                         | Опис | Зображення |
| ----------------------------- | --- | ---------- |
| Аггерсборг (дан. Aggersborg)  | Найбільший в Данії колишній круговий замок вікінгів поруч з Аггерсундом (дан. Aggersund). |            |
| Воргард (дан. Voergaard Slot) | Маєток за 10 км від Дронніглунда. |            |
| Ольборгхус (дан. Aalborghus)  | Фахверковий замок в Ольборзі. Побудований Кристіаном III на Лімфйорді у 1539—1555 роках як укріплення, але невдовзі став резиденцією губернаторів провінцій короля в Північній Ютландії, а після введення абсолютизму, регіональних префектів. В теперішній час тільки східне крило — від первісного замку. Північні крила були побудовані в 1630-х роках Кристіаном IV, окремі будівлі побудовані у 1808—1809 роках. |            |
| Фюркат (дан. Fyrkat)          | Фортеця доби вікінгів поруч з Хобро (дан. Hobro). |            |

## Зеландія
| Назва                              | Опис | Зображення |
| ---------------------------------- | --- | ---------- |
| Гавньо (дан. Gavnø Slot)           | Замок у стилі рококо на острові Гавньо, на південь від острова Зеландія. |            |
| Драгсхольм (дан. Dragsholm slot)   | Замок в містечку Хьорве (дан. Hørve) на півострові Одсхерред, один з найдавніших замків Данії. Побудований в 1215 році єпископом з Роскілле. Протягом середньовіччя був перебудований в оборонну фортецю, у 1536—1664 роках використовувався як в’язниця. Реконструйований у стилі бароко наприкінці XVII ст. Тепер тут організовані готель, ресторан і музей. |            |
| Лерченборг (дан. Lerchenborg)      | Бароковий особняк поблизу міста Калундборг. |            |
| Ледреборг (дан. Ledreborg)         | Палац у стилі рококо в місті Лайре. |            |
| Лізелунд (дан. Liselund Slot)      | Невелика класична вілла, слугує філією Національного музею Данії. |            |
| Равенсборг (дан. Ravnsborg)        | Рештки середньовічного замку на території комуни Лолланн. |            |
| Тарнборг (дан. Tårnborg)           | Руїни замку поблизу міста-порту Корсьор (дан. Korsør). |            |
| Треллборг (дан. Trelleborg)        | Круговий замок доби вікінгів у Слагельсе. |            |
| Валльо (дан. Vallø Slot)           | Замок на острові Зеландія поруч з містом Кьоге. |            |
| Вордінборг (дан. Vordingborg Slot) | Руїни найбільшого середньовічного замку в Данії у Вордінборгу. |            |

## Південна Данія
| Назва                                 | Опис | Зображення |
| ------------------------------------- | --- | ---------- |
| Аугустенборг (дан. Augustenborg Slot) | Бароковий палац Аугустенборг розташований в місті Аугустенборг на острові Альс. Побудований на місці дерев'яного замку у 1786—1788 роках на території родового маєтку герцогів Шлезвіг-Гольштейн-Сьоннерборг-Аугустенборгів і слугував резиденцією герцогів до 1848 року, коли вони були змушені залишити Данію після участі у громадянській війні на стороні Шлезвіг-Гольштейну. У 1921 році палац придбала держава і згодом він був перетворений на психіатричну лікарню. |            |
| Браетроллеборг (дан. Brahetrolleborg) | |            |
| Брудлунд (дан. Brundlund Slot)        | |            |
| Голькенхавн (дан. Holckenhavn Slot)   | |            |
| Грам (дан. Gram Slot)                 | |            |
| Гростен (дан. Gråsten Slot)           | Палац Гростен розташований в місті Гростен. Сучасному палацу передували три будівлі: мисливський будиночок XVI ст.; після пожежі на початку XVII ст. був побудований другий палац; на початку XVIII ст. граф Фредерік Алхлефелд побудував великий бароковий палац, проте він також згорів. Сучасна будівля зведена частинами в період з 1759 по 1842 рік. У 1920 році палац придбала держава і з 1935 року він слугує літньою королівською резиденцією. За легендою під час перебування тут у 1985 році Ганс Крістіан Андерсен написав казку «Дівчинка із сірниками», проте це не правда і насправді казка була написана в палаці Аугустенборг.        |            |
| Егесков (дан. Egeskov Slot)           | Замок-фортеця Егесков розташований в південній частині острова Фюн, є найкраще збереженим замком на воді доби Ренесансу в Європі. Побудований бароном Франдсом Брокенхуусом (дан. Frands Brockenhuus) у 1554 році і стоїть на дубових палях, вбитих посеред озера. Кажуть, що для отримання такої кількості деревини зрубали цілий ліс, дан. «Egeskov» означає «дубовий ліс». Замок частково відкритий для відвідувачів, тут функціонує декілька музеїв. Навколо замку — вишуканий парк, в якому є чотири лабіринти. |            |
| Енгельсхольм (дан. Engelsholm Slot)   | Замок Енгельсхольм розташований в Бредстені (дан. Bredsten) на березі озера. Побудований в стилі доби Відродження під впливом замку Ансі-ле-Фран в Бургундії у 1593 році Кнудом Браге, братом Тихо Браге. Має прямокутну форму з квадратними вежами в кожному з кутів. У 1730-х роках був реконструйований у стилі бароко, вежам були додані куполи, а поруч закладений парк у французькому стилі. У 1952 році замок згорів, але одразу був відновлений. З 1940 року тут діє вища школа мистецтва і музики. |            |
| Кренгеруп (дан. Krengerup)            | Палац Кренгеруп розташований за 2 км від міста Гламсб'єрг і оточений лісом. |            |
| Кольдінгхус (дан. Koldinghus)         | Замок Кольдінгхус, розташований в місті Кольдінг, почав будувати король Ерік Гліппін у 1268 році на південному кордоні свого царства для захисту від герцогства Шлезвіг. Протягом століть він розбудовувався, тут була фортеця, королівська резиденція, руїни, а тепер музей. Близько 1600 року Кольдінгхус отримав свій характерний профіль, коли Кристіан IV побудував гігантську вежу. Під час Дансько-шведської війни (1657—1660) замок постраждав, але був відновлений. У 1808 році замок згорів і Фредерік VI вирішив, що він повинен залишатися в руїнах. У 1976—1993 років Кольдінгхус відновили з використанням сучасних захисних матеріалів. |            |
| Люккесхольм (дан. Lykkesholm Slot)    | Маєток Люккесхольм розташований в південно-східній частині острова Фюн. Спочатку він був відомий як замок Магелунд і стояв на величезних залишках замку, що датуються близько 1300 року. У пізньому середньовіччі замок укріпили і оточили валами. У XVII ст. він був перенесений на теперішнє місце до берегів озера і отримав назву Люккесхольм. Влітку в маєтку часто гостював данський казкар Ганс Крістіан Андерсен; вважається, що саме тут він написав свою відому казку «Русалонька». |            |
| Норборг (дан. Nordborg Slot)          | Замок Норборг розташований в місті Норборг на острові Альс. Перший замок тут був побудований у 1151 році, а сучасна будівля побудована як німецька школа в 1911 році. |            |
| Нюборг (дан. Nyborg Slot)             | Фортеця Нюборг на острові Фюн була заснована у XII ст. для оборони протоки. Відома як місце проголошення першої данської конституції (1282) і засідань першого данського парламенту (1284—1413). Протягом століть фортецю розширювали і укріплювали, навколо неї виросло місто Нюборг. У XVI ст. фортеця була модернізована в стилі доби Відродження. Під час дансько-шведської війни 1658-1659 рр. була сильно пошкоджена, тому занепала і перетворилась на руїни. Відновлювати фортецю почали на початку XX ст., тепер тут діє музей. Від первісних будівель залишились вежа і перший поверх замкового будинку.                                      |            |
| Ольхольм (дан. Aalholm)               | Невеликий замок XIV ст., розташований серед озера, в південній частині острова Лолланн в Нюстеді. |            |
| Ріберхус (дан. Riberhus)              | Руїни замку Ріберхус розташовані в місті Рібе (Ribe) — найстаршому із міст Данії, що збереглися. Ріберхус був побудований на початку XII ст. королем Нільсом і слугував притулком данських королів протягом наступних століть. У XV ст. він занепав, але продовжував відігравати роль в історії до середини XVII ст., коли після завданих під час Шведської війни руйнувань, був розібраний. Сьогодні залишки Ріберхусу являють собою оточене водним ровом городище з руїнами і сучасною статуєю королеви Дагмар, яка за легендою була доставлена в Рібе з Богемії для одруження з Вальдемаром II (1170—1241).                                         |            |
| Сандб'єрд (дан. Sandbjerg Gods)       | Палац Сандб'єрд є головною будівлею маєтку Сандб'єрд, що розташований за 7 км на північний захід від Сьоннерборгу (дан. Sønderborg). Був побудований в 1788 році графом Конрадом Георгом Ревентловом. Зовні палац виконаний в стилі бароко під впливом палацу Аугустенборг, інтер'єри — в стилі рококо. В теперішній час маєток Сандб'єрд слугує конференційним центром Університету Орхуса. |            |
| Сьоннерборг (дан. Sønderborg Slot)    | Замок розташований на острові Альс у місті Сьоннерборг. Вважають, що він був заснований Вальдемаром Великим як оборонна башта у 1158 році. Протягом століть його розширювали і перебудовували. У 1964—1973 роках замок реставрували і відновили в стилі бароко, в тих архітектурних формах, яких йому надали у 1720-х роках за Фредеріка IV. В теперішній час тут функціонує музей. |            |
| Тройборг (дан. Trøjborg Slotsruin)    | Руїни замку Тройборг, що оточені захисним водним ровом і чудовим пейзажем, розташовані приблизно за 15 км на північ від міста Тьондер (дан. Tønder). Замок побудували у 1580 році в стилі доби Відродження і у 1740-х реконструювали в стилі бароко. У 1854 році він був знесений, оскільки власник не зміг реалізувати плани з відкриття у замку данського коледжу. Назва замку, імовірно, походить від грецької Трої. |            |
| Шакенборг (дан. Schackenborg Slot)    | Замок Шакенборг розташований у містечку Мьогельтьондер (Møgeltønder), що за 5 км на захід від Тьондера, і є резиденцією данської королівської родини. Особняк на цьому місці був закладений єпископатом Рібе і мав назву Мьогельтьондерхус. Під час Реформації в Данії він був конфіскований данською монархією, а у 1661 році був переданий графу Гансу Шаку (Hans Schack) як подяка за службу у війні проти шведів. Новий власник розібрав більшу частину особняка і побудував теперішній замок Шакенборг у стилі бароко. Протягом 11 поколінь замок належав родині Шаків, а у 1978 році перейшов у власність королівської родини.                   |            |